# 宮崎西インターチェンジ
宮崎西インターチェンジ（みやざきにしインターチェンジ）は、宮崎県宮崎市大字富吉にある東九州自動車道のインターチェンジである。宮崎市街西部地区をはじめ、宮崎市生目の杜運動公園野球場や綾町・宮崎市旧高岡町方面へ向かうのに便利である。
西日本高速道路九州支社宮崎高速道路事務所、高速道路交通警察隊（宮崎県警察）の本隊が宮崎西ICに設けられている。

## 歴史
- 2000年（平成12年）3月25日：宮崎西IC - 清武JCT間開通に伴い、供用開始[3]。
- 2001年（平成13年）3月31日：西都IC - 宮崎西IC間開通[3]。
- 2009年（平成21年）9月24日 - 11月22日：西都IC - 宮崎西IC間、改良工事により全面通行止[4]。
- 2014年（平成26年）
  - 3月3日：西日本高速道路九州支社 宮崎高速道路事務所が、宮崎自動車道都城ICから宮崎西ICへ移転する[1]。
  - 3月7日：宮崎県警察 高速道路交通警察隊本隊が設置される[2]。

## 周辺
- 宮崎市街（西部地区）
  - 宮崎市役所（支所）
    - 生目地域センター
    - 大塚地域事務所
    - 大塚台地域事務所

  - 生目小学校 / 中学校
  - 富吉保育園
  - 生目神社
- 宮崎市高岡地区（旧高岡町）
  - 宮崎市役所高岡総合支所
  - 高岡警察署
  - 道の駅高岡
  - 花見簡易郵便局
  - 穆佐小学校
  - 高岡温泉やすらぎの郷
- 生目古墳群
- 宮崎市郡医師会病院

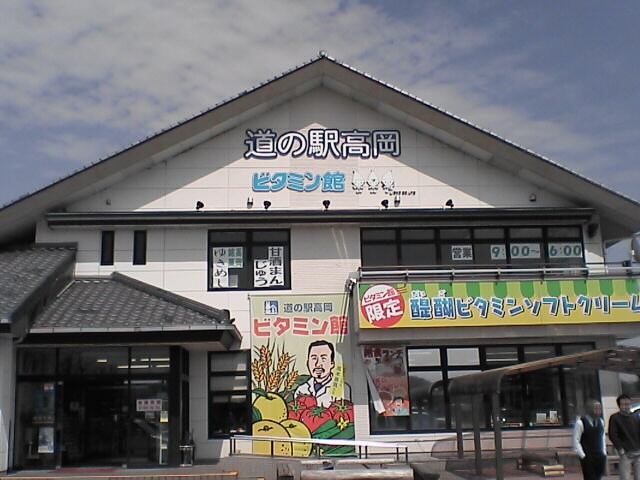
道の駅高岡

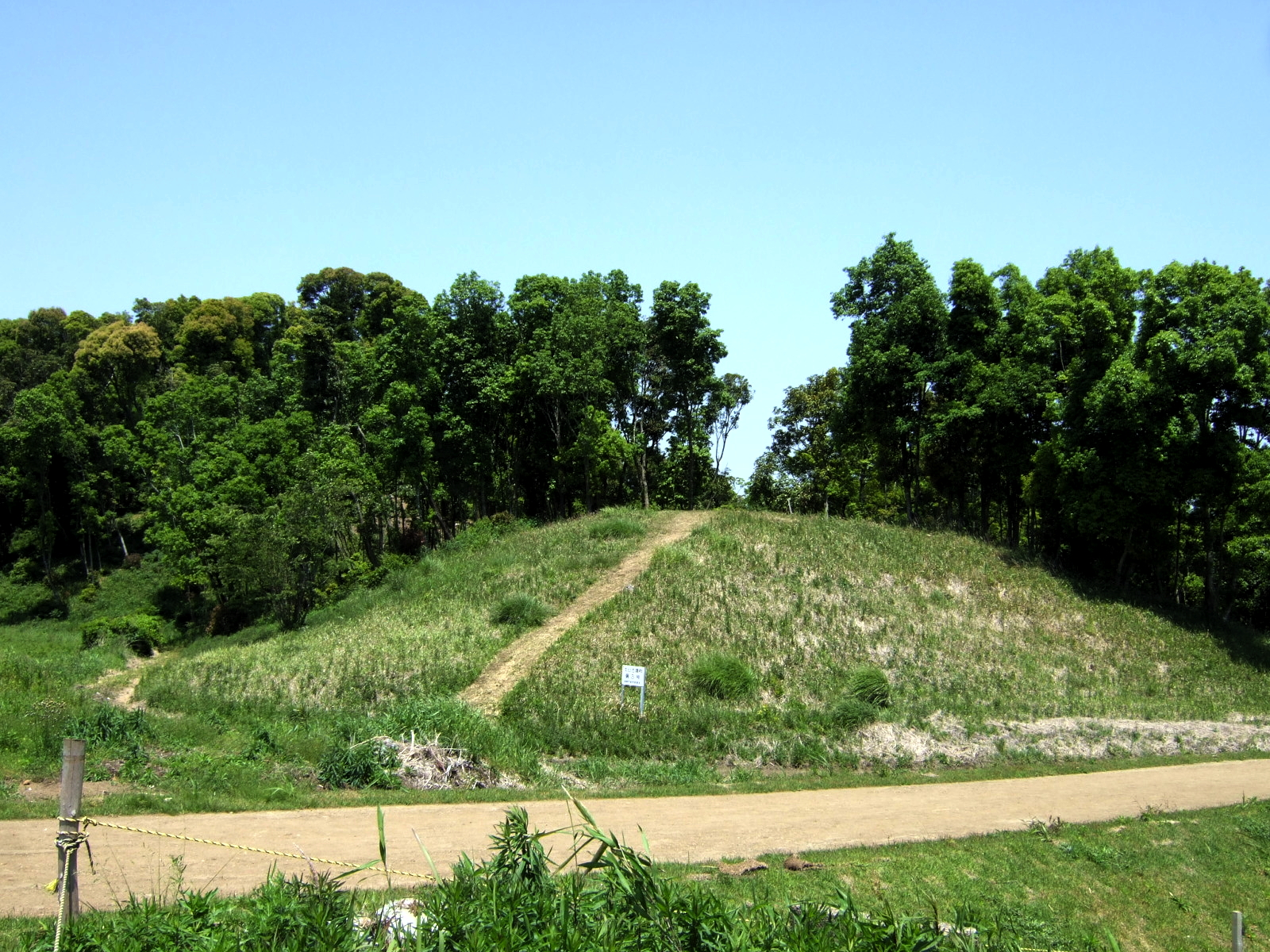
生目古墳群（3号墳）

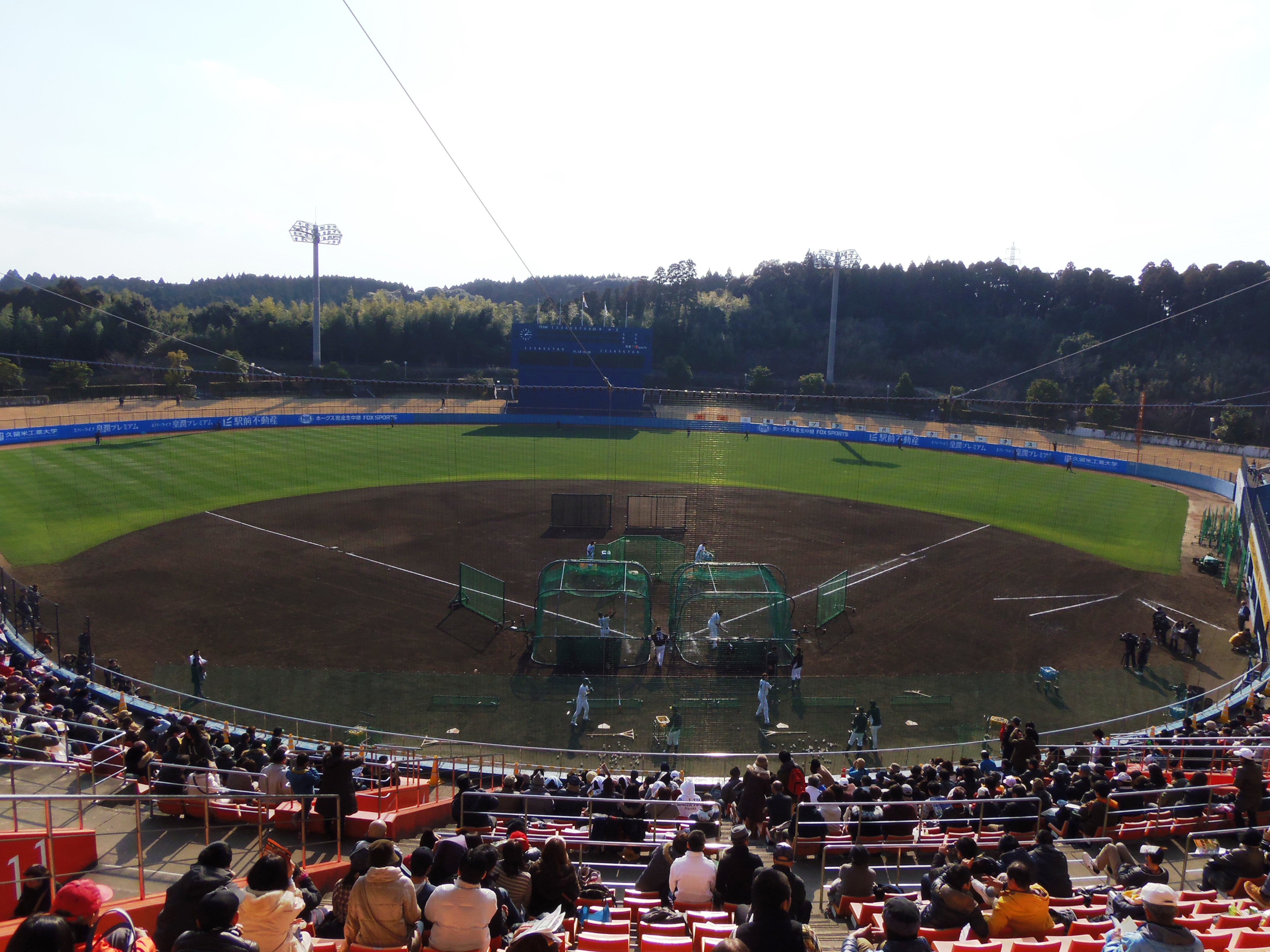
生目の杜運動公園
（アイビースタジアム）

- 宮崎市生目の杜運動公園アイビースタジアム（福岡ソフトバンクホークスキャンプ地）

## 接続する道路
- 直接接続
  - 国道10号（宮崎西バイパス）

- 間接接続
  - 宮崎県道9号宮崎西環状線

## 料金所
- ブース数：5

### 入口
- ブース数：2
  - ETC専用：1
  - 一般：1

### 出口
- ブース数：3
  - ETC専用：1
  - 一般：2

## 隣
E10 東九州自動車道
(28)西都IC - 国富BS - (28-1)国富SIC - 宮崎BS - (29)宮崎西IC - 宮崎PA - (30)清武IC